# Wilhelm Meier (Ingenieur)
Wilhelm Meier (* 11. Juni 1895 in Hameln; † nach 1979) war ein deutscher Maschinenbauingenieur.

## Leben
Meier besuchte die Schule in Hannover und studierte nach einer Zeit bei der Kriegsmarine bis 1924 Maschinenbau an der Technischen Hochschule Hannover. Danach arbeitete er für als Schiffsingenieur für die Handelsmarine und später bei Hanomag. 1926 wurde er Dozent an der Städtischen Maschinenbauschule Hannover. Im Zweiten Weltkrieg gehörte er der Rüstungsinspektion XI in Hannover an. Er war maßgeblich beteiligt bei den baulichen Maßnahmen in der Entstehung der Fachhochschule Hannover. Seine Dozententätigkeit führte er auch an den Nachfolgern der Städtischen Maschinenbauschule bis zur Fachhochschule Hannover weiter.
1967 erhielt er das Niedersächsische Verdienstkreuz 1. Klasse und später die Ehrenplakette des Verein Deutscher Ingenieure.